# Molophilus mattfulleri
Molophilus mattfulleri là một loài ruồi trong họ Limoniidae. Chúng phân bố ở miền Australasia.